# بوب روكويل
بوب روكويل (بالإنجليزية: Bob Rockwell)‏ هو عازف جاز أمريكي، ولد في 2 مايو 1945.

## وصلات خارجية
- بوب روكويل على موقع ميوزك برينز (الإنجليزية)
- بوب روكويل على موقع أول ميوزيك (الإنجليزية)
- بوب روكويل على موقع ديسكوغز (الإنجليزية)